# Muzejske vitrine
Muzejske vitrine služe za izlaganje muzejskih predmeta. Najčešće su izrađene od stakla ili stakloplastike te drva ili nekog kompozitnog materijala na bazi drva (iverica, šperploča). Danas se često izrađuju i od gips-ploča.

## Opis
Najčešće su samostojeće vitrine, no česte su i one ugrađene u zid.
U biti razlikujemo 3 osnovna tipa samostojećih vitrina: jednostrane, podne i zidne.
U principu muzejske vitrine izrađuju specijalizirane tvrtke. Striktno gledano morale bi biti izrađene isključivo od materijala koji ni na koji način ne utječu na predmete koje u njima izlažemo.
Kod nas su nažalost muzejske vitrine najčešće izrađene od iverice, koja se smatra krajnje štetnom za većinu materijala od kojih su načinjeni muzejski predmeti.

## Vanjske poveznice
- http://www.conservum.com/muzejske-vitrine/  Arhivirana inačica izvorne stranice od 17. listopada 2017. (Wayback Machine)
- https://www.crescat.hr/muzejske-vitrine-i-izlozbeni-stalci/muzejske-vitrine/